# Сажино (Артинський міський округ)
Са́жино (рос. Сажино) — село у складі Артинського міського округу Свердловської області.
Населення — 1331 особа (2010, 1477 у 2002).
Національний склад станом на 2002 рік: росіяни — 97 %.